# Danh sách câu lạc bộ bóng đá ở Eritrea
Đây là danh sách các câu lạc bộ bóng đá ở Eritrea.
Về danh sách đầy đủ, xem Thể loại:Câu lạc bộ bóng đá Eritrea

## A
- Adulis Club
- Air Force F.C.
- Al Tahrir
- Asmara Brewery

## B
- Bet Mekae FC

## C
- C.H. Star

## D
- Denden F.C.

## E
- Edaga Hamus

## H
- Hintsa FC

## K
- Keren FC

## M
- Mai Anbessa
- Mai Temenai FC
- Medlaw Megbi

## R
- Red Sea F.C.

## T
- Tesfa FC